# Brzi Brod
Brzi Brod (em cirílico: Брзи Брод) é uma vila da Sérvia localizada no município de Medijana, pertencente ao distrito de Nišava, na região de Ponišavlje. A sua população era de 4555 habitantes segundo o censo de 2011.

## Demografia
| 1948 | 1953 | 1961 | 1971 | 1981 | 1991 | 2002 | 2011 |
| ---- | ---- | ---- | ---- | ---- | ---- | ---- | ---- |
| 568  | 595  | 1055 | 1935 | 2945 | 3665 | 4452 | 4555 |